# Neurosigma doubledayi
Neurosigma doubledayi är en fjärilsart som beskrevs av John Obadiah Westwood 1848. Neurosigma doubledayi ingår i släktet Neurosigma och familjen praktfjärilar. Inga underarter finns listade i Catalogue of Life.